# Attacken mot Medway
Attacken mot Medway eller expeditionen mot Chatham den 9-14 juni 1667 var ett överraskningsanfall som genomfördes av den nederländska flottan mot Royal Navys fartyg på redden utanför Chatham och Gillingham under det andra engelsk-nederländska kriget. Nederländarna lyckades bränna eller erövra ett stort antal av de engelske linjeskeppen och de stora och politiskt besvärande förlusterna ledde till att England tvingades sluta fred.   

## Bakgrund
Englands prekära ekonomiska läge gjorde att Royal Navy inte kunde genomföra aktiva operationer utan hade dragit sig tillbaka till sin fredsbasering vid Themsens mynning där linjeskeppen bara hade en reducerad besättning. Fredsförhandlingar hade påbörjats i Breda men engelsmännen prokrastinerade i hopp om en fransk intervention på den engelska sidan. Rådspensionären Johan de Witt såg ett tillfälle till avgörande genom Royal Navys passivitet och gav order om ett överraskningsanfall mot den uppankrade engelska flottan.

## Anfallet

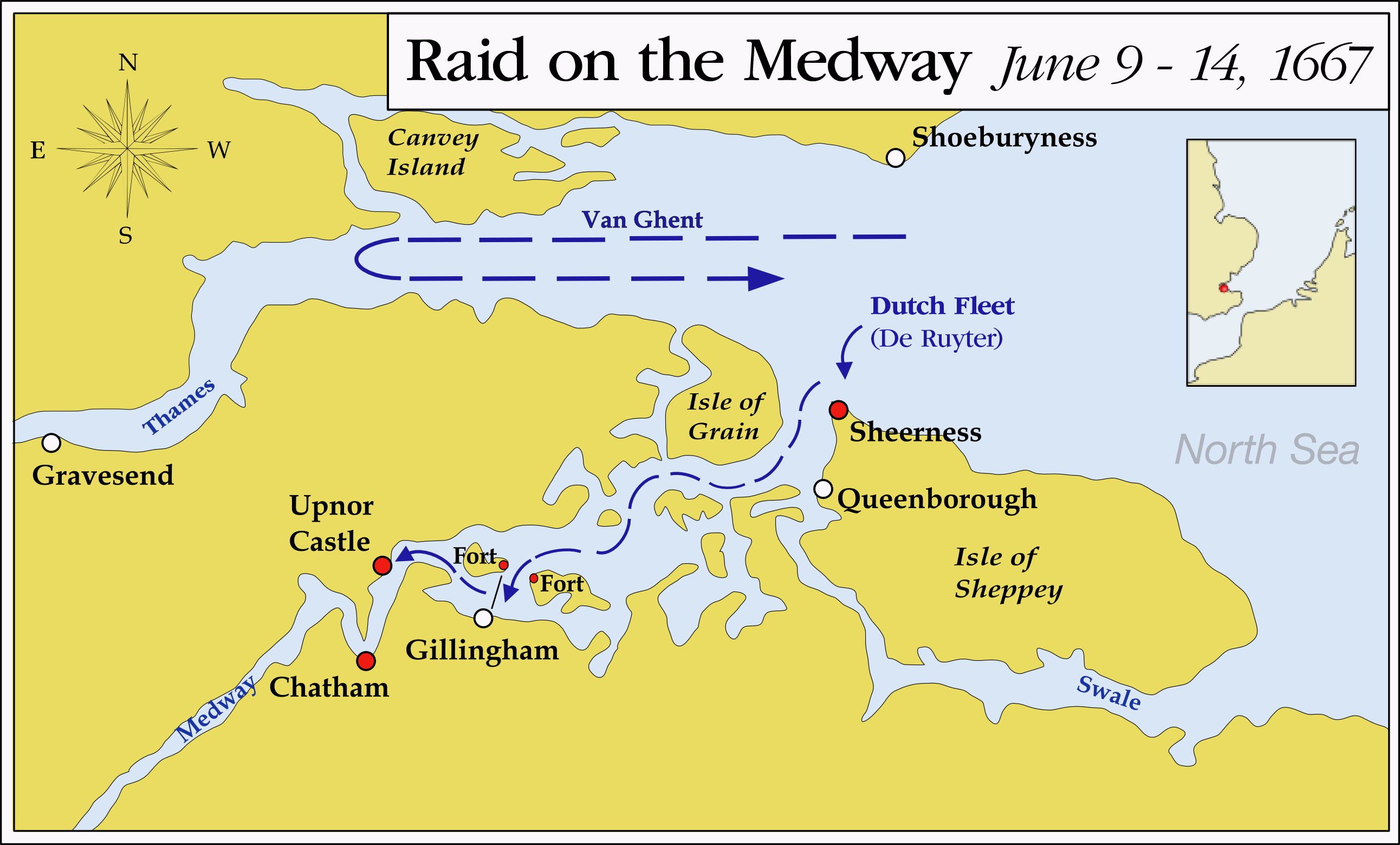
Anfallet mot Medway.

Den nederländska flottan nådde den engelska kusten vid Harwich den 7 juni 1667. Dagen därpå seglade den söderut och lade sig utanför Themsens mynning. En svår storm tvingade många av dess fartyg att kapa ankartrossarna. Framförallt drabbade detta trupptransportfartygen. Man beslöt därför att omgruppera den nederländska flottstyrkan i tre eskadrar, av vilka en under Willem Joseph van Ghent skulle genomföra ett anfall uppför Themsen för att försöka ta ett stort antal engelska handelsfartyg som låg där och väntade på att kunna segla upp till London. Huvudstyrkan skulle förbli framför Themsenmynningen. Ghents expedition den 9 juni misslyckades dock då handelsfartygen fått vetskap om holländarnas närvaro. Ghents eskader som bestod av 17 mindre örlogsfartyg, fyra brännare samt några gallioter och jakter fick nu order om att anfalla Royal Navy i Medway. 

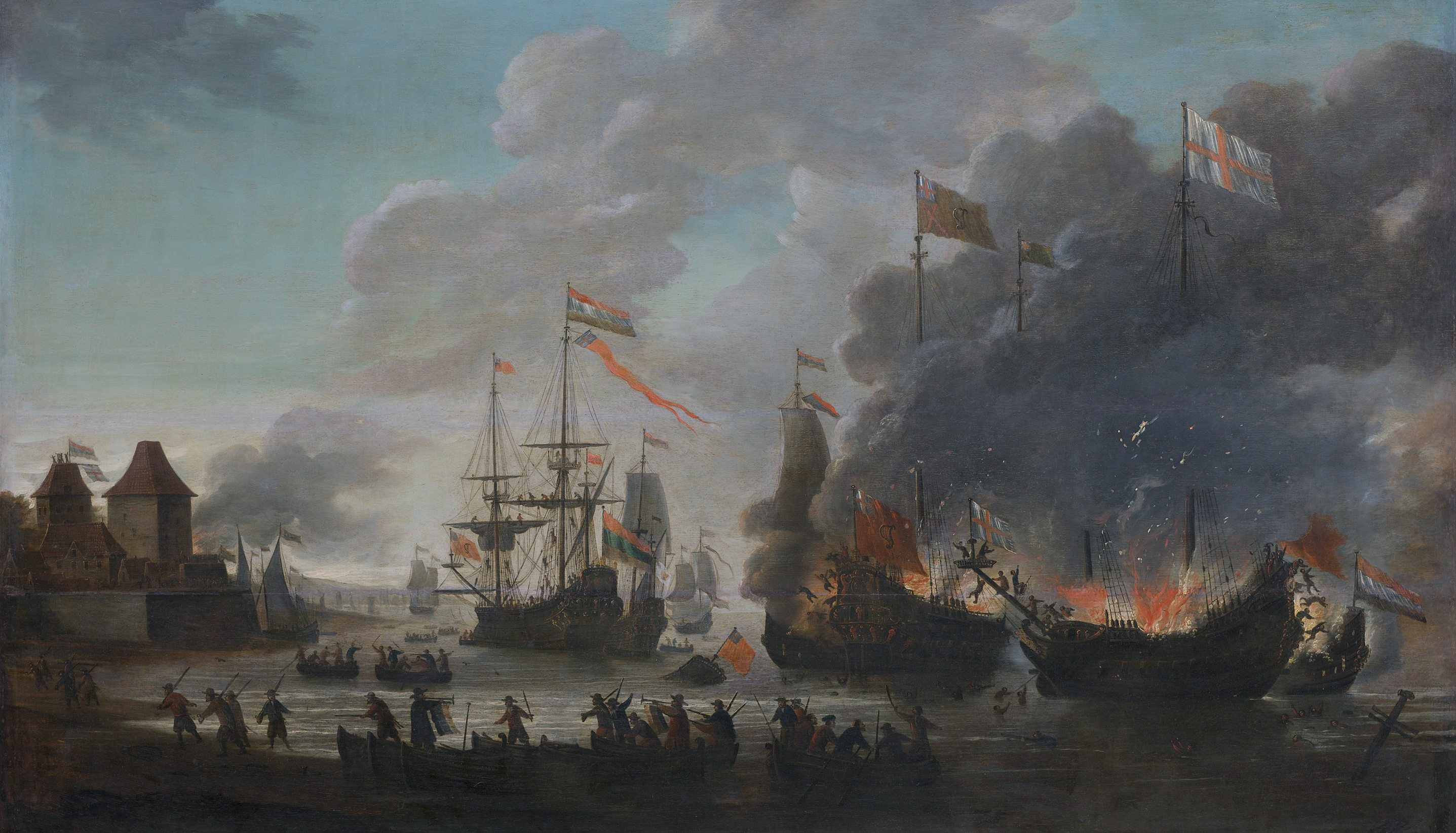
Engelska fartyg brinner vid Gillingham.

Den 10 juni tog sig Ghents eskader förbi fortet i Sherness och drev bort den engelska fregatten HMS Unity som hastigt flydde. Den 12 juni tog man sig förbi de engelska skeppen och försvarsanläggningarna vid Gillingham. På engelsk sida rådde fullständig panik. Varvsarbetarna i Chatham som inte fått lön på flera månader vägrade slåss och flydde hals över huvudet. Den holländska eskadern fortsatte mot Upnor Castle där de tre befälhavarna möttes på det erövrade linjeskeppet HMS Royal Charles. Man beslöt att fortsätta anfallet mot Chatham och de där förankrade engelska skeppen. Vid middagstiden den 13 juni angrep de kvarvarande holländska brännarna, fyra fregatter och ett stort antal mindre fartyg engelska ställningarna. Landsatt holländskt marininfanteri sprängde ammunitionsförrådet i Upnor Castle. Tre engelska linjeskepp som satts på grund nära stranden av de egna besättningar sattes i brand. Sent på eftermiddagen drog sig den holländska styrkan tillbaka för att inte bli instängd vid Gillingham. Man lyckades därvid föra HMS Royal Charles och HMS Unity ut på öppet vatten.

## Efterspel
Efter anfallet använde den nederländska flottan sin överlägsenhet för att uppbringa engelska handelsfartyg vid kanalkusten, medan andra styrkor seglade uppför Themsen för att blockera en engelska sjöfarten. Följande veckor landsattes upprepade gånger holländskt marininfanteri på olika platser längs den engelska kusten vid Themsenmynningen. Panik utbröt i London och handelsrörelserna stod stilla. Överdrivna rykten om sagolika holländska framgångar florerade tillsammans med konspirationsteorier om en katolsk statskupp och franska landstigningar. Royal Navys förluster och det svåra politiska läget tvingade den engelska statsledningen att så snabbt som möjligt sluta fred med Nederländerna, vilket ägde rum i Breda den 21 juli. Det var dock inte förrän den 16 augusti som den holländska flottan hävde sin blockad av den engelska kusten och Themsenmynningen. Lordkanslern Clarendon gjordes i England till syndabock och tvingades avgå.